# Bruno Mauricio de Zabala
Bruno Mauricio de Zabala (6 d'octubre de 1682 - San José, Argentina, 31 de gener de 1736), va ser un militar i administrador colonial espanyol. Va ser nomenat capità general del Riu de la Plata (1717), on va reprimir la pirateria i es va enfrontar als portuguesos, que volien apropiar-se de la ribera de la Plata; contra aquests va aixecar un fortí (1726), el qual donaria origen a Montevideo, la futura capital de l'Uruguai. Entre 1725 i 1735 es va enfrontar al moviment comunero del Paraguai.

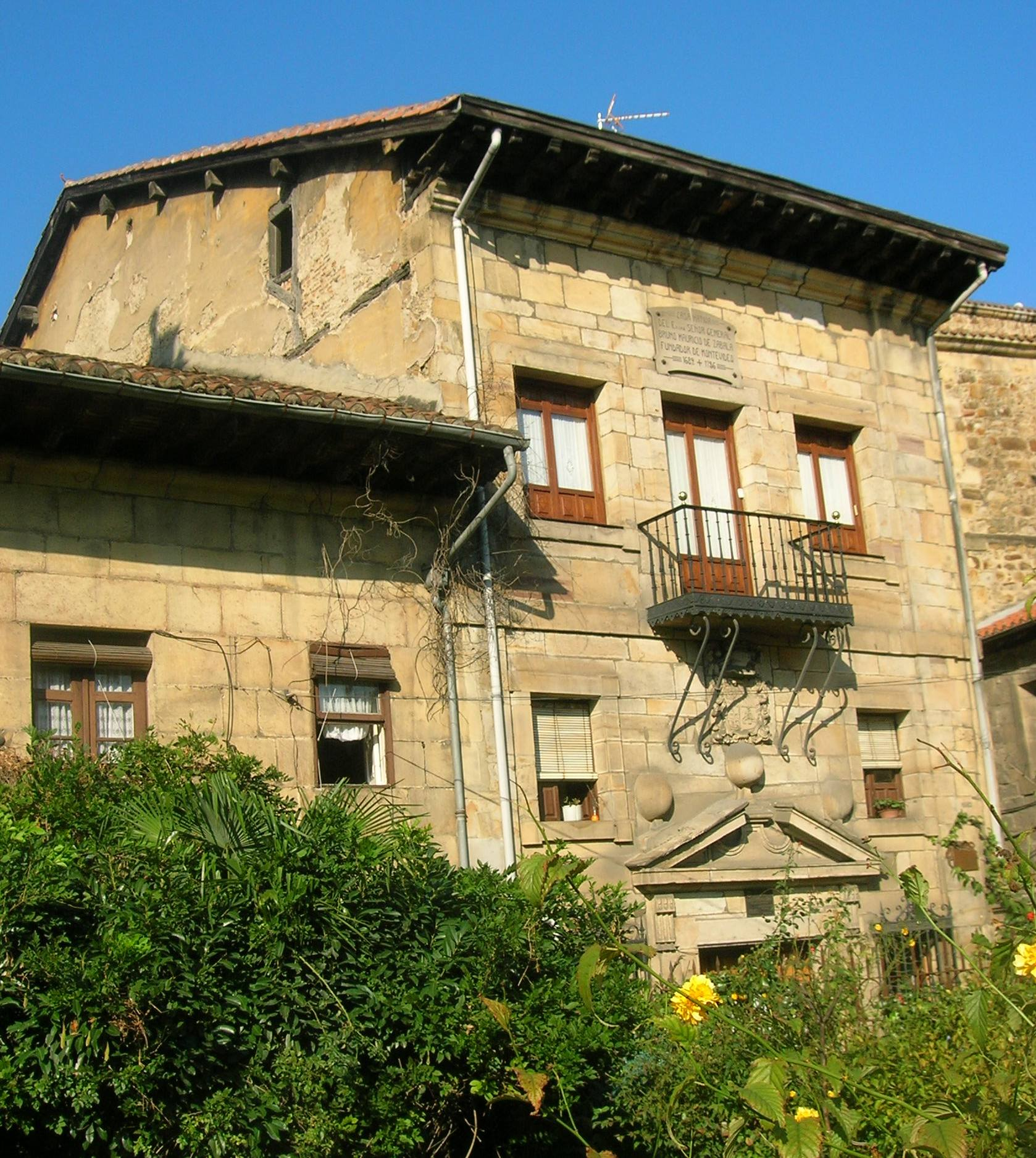
Casa natal de Zabala, al País Basc.

## Biografia
Bruno Mauricio de Zabala va néixer al raval de Zabala (llavors, pròxim a la vila de Durango, avui integrat al seu centre urbà), a la província de Biscaia. La seva casa natal es conserva en l'actualitat i sobre un dels seus murs poden apreciar-se dues plaques commemoratives de la seva tasca fundacional allèn dels mars.
Com a diversos il·lustres avantpassats seus, li va seduir la carrera de les armes. Als dinou anys es va allistar a les files del rei d'Espanya; va prendre part a les campanyes de Flandes, al bombardeig de Namur, al setge de Gibraltar (1704), a l'atac de Sant Mateo, a la presa de Villareal, a Saragossa i Alcántara. A Saragossa i a Alcántara va ser fet presoner, però en ambdues ocasions va aconseguir escapar. El 1707 va participar al setge de Lleida de 1707, en el qual va resultar ferit i va perdre un braç. Des d'aleshores duia mig braç i mà ortopèdics de plata que, generalment, portava en cabestrell.
Felip V, adonant-se de les excel·lents disposicions de Zabala, el va nomenar governador i capità general de Buenos Aires l'any 1716. El punt culminant de l'actuació de Zabala en el període que va exercir en aquest càrrec fou la fundació de Montevideo, i com a fundador d'aquesta població ha passat el nom a la història.
El 1716 Felip V li va enviar una comunicació en què li ordenava fortificar i poblar els punts de Montevideo e Maldonado «amb la brevetat que fos possible» per tal d'impedir que l'ocupació lusitana s'estengués a aquells paratges i d'aconseguir l'anul·lació de la colònia portuguesa de Sacramento. El setembre de 1717, Zabala, sabedor que els portuguesos projectaven una ocupació definitiva, va notificar al monarca el perill que la Corona perdés els dos ports i li va fer saber la impossibilitat que es trobava per guarnir-los i fortificar-los, perquè l'anarquia regnava al territori i per reprimir-la tan sols comptava amb tres-cents soldats descontents i indisciplinats. El rei insistia en el seu desig, però Zabala no posava fil a l'agulla. Els portuguesos es dedicaven a continus saquejos, i a imitar-los, van arribar alguns corsaris europeus que no van vacil·lar en apoderar-se de les costes de l'est i apoderar-se de fruits i hisendes. En 1723, els portuguesos habitants a la colònia de Sacramento, ansiosos d'estendre els seus dominis, van enviar al mestre de camp Manuel de Freitas da Fonseca amb una petita flota de quatre naus, amb 50 canons i 300 soldats perquè ocupés Montevideo. La van ocupar efectivament, el 22 de novembre i van aixecar les tendes. Quan Zabala se'n va assabentar, va demanar al governador de la Colònia que li expliqués tal procedir, i el governador Vasconcellos, li va contestar que els portuguesos s'havien establert perquè aquelles terres pertanyien al rei de Portugal. Zabala va preparar una flota amb tres naus, i ell mateix se'n va posar al capdavant i es va disposar a marxar sobre Montevideo. En assabentar-se'n Freitas da Fonseca, va abandonar els llocs que ocupava «per no trencar la pau i en vista dels aparells amb què intentava atacar-lo», segons es va comunicar a Zabala. Aquest, però, va marxar a Montevideo, i després va començar a posar en pràctica el seu pensament de fundar una gran ciutat en aquell port.

## Una gran Montevideo
Sota la direcció del capità Domingo Petrarca, Zabala va construir la bateria anomenada de San José; la va deixar guarnida amb deu canons, uns deu espanyols i mil indis tapes, i va tornar a Buenos Aires després de nomenar Francisco de Lemos comandant del lloc. Des de Buenos Aires va escriure al rei el 10 de juny per notificar-li el desallotjament dels portuguesos, i la conducta de Zabala va merèixer la total aprovació del rei. Zabala va seguir amb gran activitat els treballs de fortificació, encoratjat per la notícia que aviat sortirien d'Espanya el capità Francisco de Alzaybar amb quatre-cents soldats i cinquanta famílies de Galícia i les Canàries per a defensa i població de Montevideo i Maldonado.

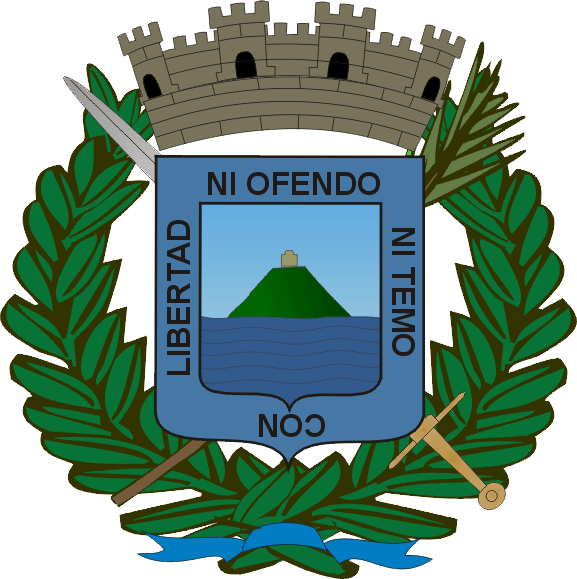
Escut de Montevideo

Però aviat van haver de patir interrupció aquests treballs. Cridat amb urgència Zabala al Paraguai per sufocar la revolució promoguda per José de Antequera, que es va alçar contra el Govern, va acudir amb un poderós contingent d'indis tapes procedents de les missions dels Jesuïtes. La presència de Zabala a Asunción el 29 d'abril de 1725 va ser suficient perquè l'ordre es restablís. Refeta la pau, es va ocupar de nou de la fortificació de Montevideo i va proposar donar aviat cim a aquest treball. Com que no arribaven les famílies gallegues i canàries anunciades des d'Espanya, va reunir a Buenos Aires set famílies, en total trenta-sis persones, que van marxar sota la protecció del capità de cuirasses Pedro Millán, comissionat per plantejar la nova població; aquesta cerimònia, es va verificar el 30 de gener de 1726 i a la nova població se la va denominar «la ciutat dels Sants Apòstols Felipe (nom del sobirà regnant) i Santiago de Montevideo». Se li van concedir per armes un camp de cel, el turó banyat per aigües del mar, acompanyat en cap per una espasa posada en faixa volta cap a la dreta i coronat amb la diadema reial, que van arribar al vaixell La nostra Senyora de l'Alzina.
Cap als últims mesos de l'any, va arribar un altre grup de persones i vint famílies més, arribades amb Francisco de Alzaybar, van incorporar-se a les que ja hi havia. El 24 de desembre de 1726, Pedro Millán va procedir a assenyalar els termes jurisdiccionals de la ciutat, i va delinear trenta-dues illes de 100 vares: després es van distribuir solars i terres de xacres entre els pobladors. Aquesta data, que marca l'inici del primer padró legal de Montevideo i l'origen jurídic dels terrenys que es van lliurar als seus primers pobladors, es considera la data de fundació de la ciutat.
El 1734 Zabala va ser nomenat president de la Capitania General del regne de Xile. Abans d'absentar-se de Buenos Aires amb la intenció de prendre possessió del seu nou càrrec, va haver de marxar a Paraguai a sufocar una revolució. Després del feliç èxit de la seva gestió tornava a Buenos Aires, però en arribar a la població de San José, a prop de Santa Fe, va patir un atac d'apoplexia que li va causar la mort. Van enterrar-lo a San José, però l'any següent les seves restes van ser traslladades a Buenos Aires, on el 7 de juliol va ser enterrat a la capella dels Governadors de la Catedral.
Bruno Mauricio de Zabala no es va casar però se sap que va tenir quatre fills que van dur el seu cognom. Un d'ell, Luis Aurelio de Zabala, va ser alcalde de Buenos Aires.

## En memòria de Zabala

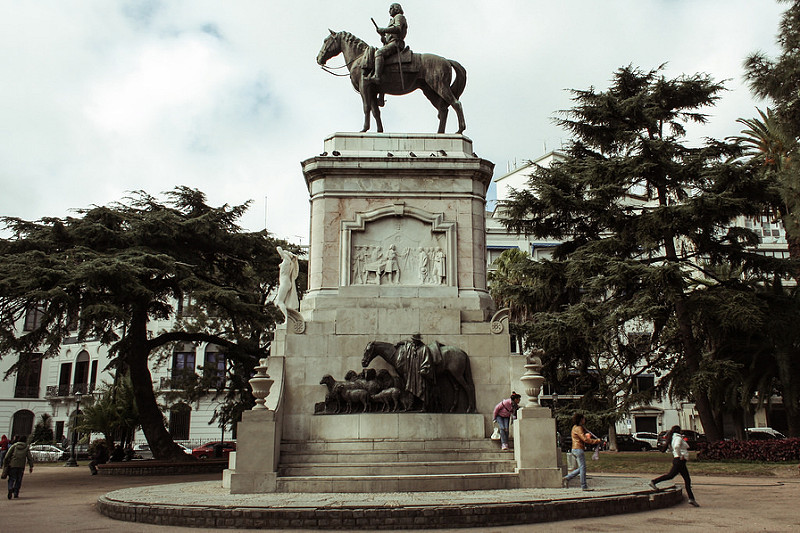
Monument a Zabala a Montevideo

Raúl Montero Bustamante, literat uruguaià, va sintetitzar així les qualitats destacades de Zabala:
| « | L'escultor que modeli l'estàtua del fundador ha d'infondre-li, per ser veraç, el complex esperit d'aquest personatge històric: guerrer, home d'estat, governant, diplomàtic i, sobretot, caràcter seriós i temperat. Sota la creu i l'espasa, s'ha de col·locar aquesta vida inquieta, prodiga en defensa d'ideals superiors. La força i la clemència han d'animar aquest rostre baronívol i sever; la religió i el rei han d'omplir aquest pit obert a totes les empreses generoses; magistrat, que va fer del seu llarg govern la més bella pàgina de l'administració colonial al Riu de la Plata. | » |

El 22 d'abril de 1924, els jugadors d'un equip de futbol uruguaià que van viatjar al País Basc, es van traslladar a Durango per descobrir-hi una làpida feta per encàrrec seu i dedicada a Bruno Mauricio de Zabala, amb aquesta inscripció: A don Bruno Mauricio de Zabala, fundador de Montevideo. Asociaciones de uruguayos de football (1924).
El 1931 va inaugurar-se a Montevideo un monument a Bruno Mauricio de Zabala. Esà situat a la plaça que duu el seu nom, on hi havia hagut el fortí de San Felipe y Santiago de Montevideo, a partir del qual es va desenvolupar la ciutat, i és obra de l'escultor Lorenzo Coullaut Valera.
Bruno Mauricio de Zabala figura a la galeria de biscaïns il·lustres de la Casa de Juntes de Guernica.